# جنگ ستارگان: جبهه نبرد ۲
جنگ ستارگان: جبهه نبرد ۲(به انگلیسی: Star Wars: Battlefront II) یک بازی ویدئویی در سبک تیراندازی اکشن بر پایه سری جنگ ستارگان است. این بازی توسط شرکت دایس وابسته به الکترونیک آرتز و با همکاری دو استودیوی سیتریون گیمز و موتیو استودیو ساخته و توسط شرکت الکترونیک آرتز در تاریخ ۱۷ نوامبر ۲۰۱۷ برای سکوهای مایکروسافت ویندوز، پلی استیشن ۴ و ایکس‌باکس وان عرضه شد. این نسخه چهارمین نسخه از سری اصلی است و به‌طور کلی هفتمین قسمت از سری بازی‌های «جنگ ستارگان: جبهه نبرد» است. این قسمت دنباله‌ای بر اولین نسخه از ریبوت این بازی در سال ۲۰۱۵ است و برخلاف نسخه قبل از بخش داستانی بهره می‌برد.